# Sorbus sooi
Sorbus sooi är en rosväxtart som först beskrevs av Mathe, och fick sitt nu gällande namn av Karpati. Sorbus sooi ingår i släktet oxlar, och familjen rosväxter. Inga underarter finns listade i Catalogue of Life.